# روكي ميسا
روكي ميسا كيفيدو (بالإسبانية: Roque Mesa Quevedo)‏ (مواليد 7 يونيو 1989 - لاس بالماس دي غران كناريا ، إسبانيا) لاعب كرة قدم إسباني ، يلعب في مراكز خط الوسط المحوري والهجومي والجناح الأيمن ، ويلعب حاليًا لنادي لاس بالماس الإسباني.

## روابط خارجية
- روكي ميسا على موقع قاعدة بيانات كرة القدم.إي يو (الإنجليزية)
- روكي ميسا على موقع Soccerbase.com (لاعب) (الإنجليزية)
- روكي ميسا على موقع Soccerway.com (الإنجليزية)
- روكي ميسا على موقع عالم كرة القدم.نت (الإنجليزية)
- روكي ميسا على موقع AS.com (الإسبانية)